# Distrito de Lisieux
El distrito de Lisieux es un distrito (en francés arrondissement) de Francia, que se localiza en el departamento Calvados, de la región Normandía. Cuenta con 13 cantones y 204 comunas.

## División territorial

### Cantones
Los cantones del distrito de Lisieux son:
1. Cantón de Blangy-le-Château
2. Cantón de Cambremer
3. Cantón de Dozulé
4. Cantón de Honfleur
5. Cantón de Lisieux-1
6. Cantón de Lisieux-2
7. Cantón de Lisieux-3
8. Cantón de Livarot
9. Cantón de Mézidon-Canon
10. Cantón de Orbec
11. Cantón de Pont-l'Évêque
12. Cantón de Saint-Pierre-sur-Dives
13. Cantón de Trouville-sur-Mer

### Comunas
| 1. Ablon (14001)                       | 2. Angerville (14012)                    | 3. Annebault (14016)                                   | 4. Auberville (14024)                     |
| 5. Auquainville (14028)                | 6. Les Autels-Saint-Bazile (14029)       | 7. Les Authieux-Papion (14031)                         | 8. Les Authieux-sur-Calonne (14032)       |
| 9. Auvillars (14033)                   | 10. Barneville-la-Bertran (14041)        | 11. Basseneville (14045)                               | 12. Beaufour-Druval (14231)               |
| 13. Beaumont-en-Auge (14055)           | 14. Bellou (14058)                       | 15. Benerville-sur-Mer (14059)                         | 16. Beuvillers (14069)                    |
| 17. Beuvron-en-Auge (14070)            | 18. Bissières (14075)                    | 19. Biéville-Quétiéville (14527)                       | 20. Blangy-le-Château (14077)             |
| 21. Blonville-sur-Mer (14079)          | 22. Boissey (14081)                      | 23. La Boissière (14082)                               | 24. Bonnebosq (14083)                     |
| 25. Bonneville-la-Louvet (14085)       | 26. Bonneville-sur-Touques (14086)       | 27. Bourgeauville (14091)                              | 28. Branville (14093)                     |
| 29. Bretteville-sur-Dives (14099)      | 30. Le Breuil-en-Auge (14102)            | 31. Brucourt (14110)                                   | 32. Le Brévedent (14104)                  |
| 33. La Brévière (14105)                | 34. Cambremer (14126)                    | 35. Canapville (14131)                                 | 36. Castillon-en-Auge (14141)             |
| 37. Cernay (14147)                     | 38. Cerqueux (14148)                     | 39. La Chapelle-Haute-Grue (14153)                     | 40. La Chapelle-Yvon (14154)              |
| 41. Cheffreville-Tonnencourt (14155)   | 42. Clarbec (14161)                      | 43. Coquainvilliers (14177)                            | 44. Corbon (14178)                        |
| 45. Cordebugle (14179)                 | 46. Coudray-Rabut (14185)                | 47. Coupesarte (14189)                                 | 48. Courtonne-la-Meurdrac (14193)         |
| 49. Courtonne-les-Deux-Églises (14194) | 50. Cresseveuille (14198)                | 51. Cricqueboeuf (14202)                               | 52. Cricqueville-en-Auge (14203)          |
| 53. Croissanville (14208)              | 54. La Croupte (14210)                   | 55. Crèvecoeur-en-Auge (14201)                         | 56. Danestal (14218)                      |
| 57. Deauville (14220)                  | 58. Dives-sur-Mer (14225)                | 59. Douville-en-Auge (14227)                           | 60. Dozulé (14229)                        |
| 61. Drubec (14230)                     | 62. Englesqueville-en-Auge (14238)       | 63. Familly (14259)                                    | 64. Fauguernon (14260)                    |
| 65. Le Faulq (14261)                   | 66. Fervaques (14265)                    | 67. Fierville-les-Parcs (14269)                        | 68. Firfol (14270)                        |
| 69. La Folletière-Abenon (14273)       | 70. Formentin (14280)                    | 71. Le Fournet (14285)                                 | 72. Fourneville (14286)                   |
| 73. Friardel (14292)                   | 74. Fumichon (14293)                     | 75. Genneville (14299)                                 | 76. Gerrots (14300)                       |
| 77. Glanville (14302)                  | 78. Glos (14303)                         | 79. Gonneville-sur-Honfleur (14304)                    | 80. Gonneville-sur-Mer (14305)            |
| 81. Goustranville (14308)              | 82. Grandchamp-le-Château (14313)        | 83. Grangues (14316)                                   | 84. Hermival-les-Vaux (14326)             |
| 85. Heuland (14329)                    | 86. Heurtevent (14330)                   | 87. Hiéville (14331)                                   | 88. Honfleur (14333)                      |
| 89. Hotot-en-Auge (14335)              | 90. La Houblonnière (14337)              | 91. Houlgate (14338)                                   | 92. L'Hôtellerie (14334)                  |
| 93. Lessard-et-le-Chêne (14362)        | 94. Lisieux (14366)                      | 95. Lisores (14368)                                    | 96. Livarot (14371)                       |
| 97. Léaupartie (14358)                 | 98. Lécaude (14359)                      | 99. Magny-le-Freule (14387)                            | 100. Manerbe (14398)                      |
| 101. Manneville-la-Pipard (14399)      | 102. Marolles (14403)                    | 103. Le Mesnil-Bacley (14414)                          | 104. Le Mesnil-Durand (14418)             |
| 105. Le Mesnil-Eudes (14419)           | 106. Le Mesnil-Germain (14420)           | 107. Le Mesnil-Guillaume (14421)                       | 108. Le Mesnil-Mauger (14422)             |
| 109. Le Mesnil-Simon (14425)           | 110. Le Mesnil-sur-Blangy (14426)        | 111. Meulles (14429)                                   | 112. Mittois (14433)                      |
| 113. Les Monceaux (14435)              | 114. Monteille (14444)                   | 115. Montreuil-en-Auge (14448)                         | 116. Montviette (14450)                   |
| 117. Les Moutiers-Hubert (14459)       | 118. Moyaux (14460)                      | 119. Méry-Corbon (14410)                               | 120. Mézidon-Canon (14431)                |
| 121. Norolles (14466)                  | 122. Notre-Dame-d'Estrées (14474)        | 123. Notre-Dame-de-Courson (14471)                     | 124. Notre-Dame-de-Livaye (14473)         |
| 125. Orbec (14478)                     | 126. L'Oudon (14697)                     | 127. Ouilly-du-Houley (14484)                          | 128. Ouilly-le-Vicomte (14487)            |
| 129. Ouville-la-Bien-Tournée (14489)   | 130. Pennedepie (14492)                  | 131. Percy-en-Auge (14493)                             | 132. Pierrefitte-en-Auge (14500)          |
| 133. Le Pin (14504)                    | 134. Pont-l'Évêque (14514)               | 135. Le Pré-d'Auge (14520)                             | 136. Préaux-Saint-Sébastien (14518)       |
| 137. Prêtreville (14522)               | 138. Putot-en-Auge (14524)               | 139. Périers-en-Auge (14494)                           | 140. Quetteville (14528)                  |
| 141. Repentigny (14533)                | 142. Reux (14534)                        | 143. La Rivière-Saint-Sauveur (14536)                  | 144. Rocques (14540)                      |
| 145. La Roque-Baignard (14541)         | 146. Rumesnil (14550)                    | 147. Saint-André-d'Hébertot (14555)                    | 148. Saint-Arnoult (14557)                |
| 149. Saint-Benoît-d'Hébertot (14563)   | 150. Saint-Cyr-du-Ronceray (14570)       | 151. Saint-Denis-de-Mailloc (14571)                    | 152. Saint-Désir (14574)                  |
| 153. Saint-Gatien-des-Bois (14578)     | 154. Saint-Georges-en-Auge (14580)       | 155. Saint-Germain-de-Livet (14582)                    | 156. Saint-Germain-de-Montgommery (14583) |
| 157. Saint-Hymer (14593)               | 158. Saint-Jean-de-Livet (14595)         | 159. Saint-Jouin (14598)                               | 160. Saint-Julien-de-Mailloc (14599)      |
| 161. Saint-Julien-le-Faucon (14600)    | 162. Saint-Julien-sur-Calonne (14601)    | 163. Saint-Laurent-du-Mont (14604)                     | 164. Saint-Loup-de-Fribois (14608)        |
| 165. Saint-Léger-Dubosq (14606)        | 166. Saint-Martin-aux-Chartrains (14620) | 167. Saint-Martin-de-Bienfaite-la-Cressonnière (14621) | 168. Saint-Martin-de-Mailloc (14626)      |
| 169. Saint-Martin-de-la-Lieue (14625)  | 170. Saint-Martin-du-Mesnil-Oury (14633) | 171. Saint-Michel-de-Livet (14634)                     | 172. Saint-Ouen-le-Houx (14638)           |
| 173. Saint-Ouen-le-Pin (14639)         | 174. Saint-Philbert-des-Champs (14644)   | 175. Saint-Pierre-Azif (14645)                         | 176. Saint-Pierre-de-Mailloc (14647)      |
| 177. Saint-Pierre-des-Ifs (14648)      | 178. Saint-Pierre-sur-Dives (14654)      | 179. Saint-Samson (14657)                              | 180. Saint-Vaast-en-Auge (14660)          |
| 181. Saint-Étienne-la-Thillaye (14575) | 182. Sainte-Foy-de-Montgommery (14576)   | 183. Sainte-Marguerite-de-Viette (14616)               | 184. Sainte-Marguerite-des-Loges (14615)  |
| 185. Surville (14682)                  | 186. Le Theil-en-Auge (14687)            | 187. Thiéville (14688)                                 | 188. Tordouet (14693)                     |
| 189. Le Torquesne (14694)              | 190. Tortisambert (14696)                | 191. Touques (14699)                                   | 192. Tourgéville (14701)                  |
| 193. Tourville-en-Auge (14706)         | 194. Trouville-sur-Mer (14715)           | 195. Valsemé (14723)                                   | 196. Vaudeloges (14729)                   |
| 197. Vauville (14731)                  | 198. La Vespière (14740)                 | 199. Victot-Pontfol (14743)                            | 200. Vieux-Bourg (14748)                  |
| 201. Vieux-Pont-en-Auge (14750)        | 202. Villers-sur-Mer (14754)             | 203. Villerville (14755)                               | 204. Équemauville (14243)                 |